# シュヨク・タマーシュ
シュヨク・タマーシュ（ハンガリー語: Sulyok Tamás, 1956年3月24日 - ）は、ハンガリーの裁判官。2024年3月5日からハンガリーの大統領を務める。2016年11月22日から2024年3月5日までハンガリー憲法裁判所長官を歴任。

## 経歴
1956年3月24日、キシュクンフェーレジハーザに誕生する。1980年、セゲドにあるヨージェフ・アティッラ大学（現セゲド大学）法学部を卒業し、2004年にブダペストのエトヴェシュ・ロラーンド大学(ELTE)で欧州法の資格を得て、2013年にセゲド大学より博士号を授与された。
2014年9月に憲法裁判所判事、2015年4月1日に副長官となり、2016年11月22日に国会において賛成137票・反対1票によりシュヨクは憲法裁判所長官に選出された。
また、2005年9月より母校セゲド大学で客員講師として憲法を教えるほか、2000年から2014年までオーストリアの名誉領事を務めた。
2024年2月、シュヨクは与党フィデス＝ハンガリー市民同盟とキリスト教民主人民党 (KDNP) により新大統領候補に擁立された。2月26日に国会において挙行された大統領選挙で投票に参加した147人の議員のうち134人の賛成により、シュヨクは1989年の政権交代以来7人目の大統領に選出された。
当選後の演説でEUがロシアによる侵攻に苦しむウクライナへの8兆円拠出を反対したハンガリーに牽制したことについて、強く非難した。ハンガリーへの牽制について、「正しく定義された法の支配の概念が失われ、今日では理想から偶像に変わりつつある」と述べた。「EUは功利的な政策しか考えていない。EU加盟国は法的な主権を守るべきだ」と強調した。
大統領就任後、シュヨクは国会が承認したスウェーデンのNATO加盟批准書に署名。これによって、スウェーデンがNATOの32番目の加盟国になる事が確実となった。